# Piano Concerto No. 22 (Mozart)
Concerto cho piano số 22, cung Mi giáng trưởng, K. 482 là tác phẩm của nhà soạn nhạc vĩ đại người Áo Wolfgang Amadeus Mozart. Bản concerto này được Mozart sáng tác vào tháng 12 năm 1785. Đây là bản concerto cho piano đầu tiên Mozart viết cho clarinet. Ngoài ra, các nhạc cụ biểu diễn tác phẩm này gồm piano độc tấu, clarinet (biểu diễn ở cung Si giáng trưởng), 2 bassoon, 2 kèn horn, 2 trumpet, timpani và nhạc cụ bộ dây. 

## Các chương nhạc

### Chương 1:Allegro
Nếu như Roger Kamien và Naphtali Wagner phân tích về những chi tiết trong chủ đề của chương 1 thì Simon Keefe lại để ý đến cuộc đối thoại và dàn nhạc giao hưởng cũng trong chương nhạc này
. Chương này được mở đầu với những tiết tấu của dàn nhạc. Có thể thấy tầm vóc lớn lao được thể hiện trong khúc mở đầu này. Tiếp theo, piano mới lên tiếng, diễn tả lại chủ đề của tác phẩm và làm một việc quen thuộc: trở thành trung tâm của tác phẩm. Chủ đề này được nhắc lại vài lần vẫn với tầm vóc lớn lao của mình. Có thể thấy chủ đề này mang phong cách của giao hưởng. Chủ đề ấy không chỉ được thể hiện hoành tráng trong những phút đầu mà còn ở những giai điệu cuối. 

### Chương 2:Andante
Đây là chương nhạc duy nhất được viết ở cung Đô thứ. Nó làm ta không khỏi liên tưởng đến các chương chậm của bản concerto cho piano số 9, K. 271 và bản Sinfonia Concertante cho Violin, Viola và Dàn nhạc giao hưởng, K. 364, một sự u ám bao trùm lên chương nhạc. Leopold Mozart, cha của Wolfgang, trong bức thư gửi chị của Wolfgang là Maria Anna Mozart, bày tỏ sự ngạc nhiên khi "một chủ đề bất thường", cụm từ mà ông dùng để chỉ chủ đề của chương nhạc này, lặp lại.

### Chương 3:Rondo
Đây là chương nhạc được biết đến nhiều nhất của bản concerto này. Chủ đề Mozart thể hiện trong chương nhạc này được lấy từ bản concerto cho horn số 3, K. 477. Adena Portowitz còn tìm thấy sự tương đồng về chủ đề trong chương cuối các bản concerto K. 271 và K. 482. Khác với hai chương trước, chương này được bắt đầu đồng thời bởi cả dàn nhạc và piano độc tấu, trong đó piano là người thể hiện chủ đề chính, còn dàn nhạc, chính xác hơn là nhạc cụ bộ dây, là dạo khúc nhạc đệm. Khúc rondo tươi vui này là ví dụ tiêu biểu của một khúc rondo thực sự. Tuy chủ đề chính có bị ngắt lại để nhường chỗ cho những tiết tấu chậm rãi, thể hiện một khúc tâm tình, nhưng rồi nó cũng trở lại. Và chính nó cũng là phần cuối cùng của tác phẩm.